# Missulena pruinosa
Missulena pruinosa is een spinnensoort in de taxonomische indeling van de muisspinnen (Actinopodidae).
Het dier behoort tot het geslacht Missulena. De wetenschappelijke naam van de soort werd voor het eerst geldig gepubliceerd in 1966 door Levitt-Gregg.